# Amblyseius eudentatus
Amblyseius eudentatus är en spindeldjursart som först beskrevs av Wolfgang Karg 1989.  Amblyseius eudentatus ingår i släktet Amblyseius och familjen Phytoseiidae. Inga underarter finns listade i Catalogue of Life.